# Хнид, Нассим
Нассим Хнид (араб. نسيم هنيد‎; род. 12 марта 1997, Зарзис, Меденин) — тунисский футболист, защитник литовского клуба «Жальгирис». Выступал за сборную Туниса.

## Карьера
20 августа 2020 года Хнид перешёл в клуб Греческой футбольной суперлиги АЕК. Сообщается, что АЕК выплатил тунисскому Сфаксьену 600 000 евро, и Хнид подписал четырёхлетний контракт.

## Статистика

### В сборной
По состоянию на 3 мая 2021
| Сборная Туниса по футболу |      |      |
| Год                       | Игры | Голы |
| 2019                      | 2    | 0    |
| Общее                     | 2    | 0    |